# Tanuljunk könnyen, gyorsan...
A Tanulunk könnyen, gyorsan... egy, a Novák Rudolf Tudományos Könyvkiadóvállalat és Könyvkereskedés gondozásában, 1936-tól megjelent nyelvoktató könyvsorozat. A sorozat számtalan kiadást megért, egyes köteteit utoljára 2012-ben adták ki utánnyomással. Az egyenként megközelítőleg 30-40 leckéből álló nyelvkönyveket eredetileg önálló tanulásra tervezték, de tantermi oktatásnál is használták. Míg a kiadványok leckék mennyiségében hasonló terjedelműek, oldalszám tekintetében nagyobb a szórás: míg az orosz kötet 176 oldalból áll, a spanyol annak bő kétszerese.
A sorozat első, német nyelvet oktató kötetét Dr. Ernst Häckel (1900–1986) osztrák nyelvész, a müncheni Német Akadémia (a mai Goethe Intézet jogelődje) és a Pázmány Péter Tudományegyetem (ma: Eötvös Loránd Tudományegyetem) tanára és nyelvi lektora írta. Häckel oktatási módszerét követve számos más kiadvány jelent meg különféle nyelvtanárok tollából, javarészt az 1930-as években.
Az 1970-es évektől megjelent Kevés szóval... könyvsorozat lényegesen hasonlít rá.
| Cím                                      | Szerző(k)                  | Megjelenés éve | Oldalszám | Leckék száma |
| ---------------------------------------- | -------------------------- | -------------- | --------- | ------------ |
| Tanuljunk könnyen, gyorsan németül       | Dr. Ernst Häckel           | 1936           | 348       | 46           |
| Tanuljunk könnyen, gyorsan németül II.   | Dr. Ernst Häckel           | 1938           | 228       | 46           |
| Tanuljunk könnyen, gyorsan angolul       | Dr. Szenczi Miklós         | 1937           | 208       | 36           |
| Tanuljunk könnyen, gyorsan franciául     | Dr. Somorjai Ferenc        | 1939           | 367       | 35           |
| Tanuljunk könnyen, gyorsan franciául II. | Győry János                | 1992?          | 271       | 33           |
| Tanuljunk könnyen, gyorsan olaszul       | Dr. Király Rudolf          | 1939           | 364       | 45           |
| Tanuljunk könnyen, gyorsan spanyolul     | Dr. Király Rudolf          | 1937           | 398       | 36           |
| Tanuljunk könnyen, gyorsan oroszul       | Wolkov Iván, Boghen György | 1945           | 176       | 45           |